# Tom Hagen
Thomas Feargal Hagen, más conocido como Tom Hagen, es un personaje ficticio de los libros El Padrino, El Padrino: El retorno, El padrino: La venganza, La familia Corleone y de las películas El Padrino y El Padrino II. Tom es el hijo adoptivo de Vito Corleone y es el consigliere (consejero) de la familia Corleone.

## Historia
Thomas Hagen era un niño nacido de una familia de origen germano-irlandés. Sus padres eran indiferentes hacia él, ambos alcohólicos y los cuales murieron por culpa de su adicción. Tenía una hermana, la cual fue dada en adopción y nunca más supo de ella. Vagaba por las calles con una terrible infección en los ojos que amenazaba con dejarlo ciego, hasta que Santino "Sonny" Corleone, le encontró un hogar al lado de los Corleone. Don Vito lo adoptó como hijo aunque sin formalidades legales, pues decía que sería una falta de respeto hacia los padres de Tom quitarle el apellido de sus padres. Pronto estudiaría derecho y se convertiría en abogado.
En la primera parte de El Padrino, Hagen va hacia Hollywood para convencer a un productor llamado Jack Woltz de que le dé el papel de su película a Johnny Fontane a cambio del favor de no decir que uno de sus empleados ha caído en la heroína y tiene problemas legales. Al escuchar el productor el nombre de Don Corleone se comporta más cordial e invita a Hagen a su mansión, aunque se niega a aceptar a Johnny. Hagen consigue una "negociación" bastante famosa en la cultura popular, al asesinar al caballo favorito de Woltz y demostrarle que tanto él, como principalmente el Don, tenían el poder de asesinarle como y cuando quisieran, a pesar de sus relaciones.
En el libro se cuenta que Hagen era germano-estadounidense, pero era señalado como irlandés por los demás mafiosos y, por lo tanto, no era bien visto en el resto de las familias que integran la Cosa Nostra de Nueva York, motivo por el cual comenzaron a mofarse de los Corleone, llamándolos "La banda de los Irlandeses", por tener entre sus filas a un no siciliano; peor aún, a un no italiano. Hagen llegó al cargo de Consigliere muy a pesar de su nacionalidad y su edad (era demasiado joven, tenía 35 años), por la muerte de Genco Abbandando, quien fuera el mejor amigo y consigliere de Don Vito Corleone.
Inclusive en la segunda saga Michael le declara como el segundo al mando, cuando formalmente lo era su hermano mayor Fredo, cuando es atacado fallidamente y tiene que retirarse de Las Vegas.
Tom Hagen, a pesar de no ser considerado un personaje principal, tiene mucho que ver en el desarrollo de la historia. Es él quien insiste en que el Don se entreviste con Virgil Sollozzo, lo que a la postre significaría en un sinfín de problemas para los Corleone. También, de forma directa o indirecta, se culpa a sí mismo por la muerte de Sonny Corleone, pues su juventud y falta de experiencia impidió que se diera cuenta de que le tenderían una trampa a Sonny. 
En El padrino II, tras volver de Cuba, Michael Corleone confirma la posición de Tom como consigliere en la familia. En la película se señala que Tom tendría una amante.
En El padrino III, no aparece debido a que el actor Robert Duvall tuvo problemas de contrato. En la trilogía de libros, Tom Hagen muere en el tercero, El padrino: La venganza donde son sucesos ocurridos entre la segunda y la última película.
- Datos: Q798823